# 41К-939 (автодорога)
41K-939  — автомобильная дорога общего пользования регионального значения Зуево — Кириши — Волхов — Юшково — Новая Ладога
Протяжённость основной линии автодороги около 126 километров. Соединяет две автодороги: Россия (автодорога) и Р21.
В соответствии с постановлением Правительства Ленинградской области от 27.11.2007 г. № 294 автодорога Зуево — Новая Ладога имеет учётный номер 41А-006, а номер 41К-939 введён постановлением № 244 от 30.05.2019 г. и присвоен подъезду от Р21 к Новой Ладоге.
Участок от границы Ленинградской и Новгородской областей до трассы М10 находится в ведении «Новогородавтодор» и имеет учётный номер 49К-05.

### Комментарии
1. ↑  Длина основного направления без подъездных дорог.